# Undertow (filme)
Undertow (no Brasil, "Sangue Acusador" e em Portugal "Acusado Inocente"), é um filme de suspense de 1949 dirigido por William Castle, estrelado por Scott Brady, Peggy Dow, Bruce Bennett, Dorothy Hart e John Russell. É a história de um ex-presidiário e ex-criminoso de Chicago, que é acusado do assassinato de um alto chefe de Chicago. O filme também marca o segundo filme a contar com um jovem ator chamado Rock Hudson e o primeiro em que seu nome foi incluso nos crédito do filme por  seu trabalho.

## Sinopse
Tony Reagan (Scott Brady), um ex-criminoso de Chicago e ex-presidiário, está de férias em Reno em um alojamento. Ele esbarra em um velho amigo / ex-colega de Chicago chamado Danny Morgan (John Russell). E acontece que ambos estão prestes a se casar.
Em sua viagem de volta para Chicago, Reagan compartilha o voo com uma professora, Ann McKnight (Peggy Dow), alguém que ele conheceu em um cassino de Reno e ajudou a ganhar na mesa de jogo. Reagan chega em casa e dá de cara com a polícia. Parece que Reagan é  suspeito como um potencial encrenqueiro devido à sua disputa passada com um chefão da máfia de Chicago, Big Jim, tio de sua noiva.
A polícia coloca um agente para segui-lo, o qual ele joga em um trem de Chicago. Reagan se encontra com sua noiva, Sally Lee (Dorothy Hart). Ele diz a ela que vai até Big Jim para fazerem as pazes. Mas quando o tio é assassinado, Reagan é acusado pelo assassinato.
Na fuga, tanto da polícia quanto dos assassinos desconhecidos, Reagan pede a ajuda de McKnight e um velho amigo, Charles Recklilng (Bruce Bennett), que é detetive. Eles descobrem a verdade: Morgan também é noivo de Sally Lee, e juntos eles são responsáveis pelo assassinato de seu tio e incriminar Reagan.
Porém, Reagan consegue livrar-se, e depois ele e McKnight acabam nos braços um do outro, naquele alojamento em Reno.

## Elenco
- Scott Brady como Tony Reagan
- Peggy Dow como Ann McKnight
- Bruce Bennett como Det. Charles Reckling
- Dorothy Hart como Sally Lee
- John Russell como Danny Morgan
- Dan Ferniel como Gene
- Thomas Browne Henry como Capt. Kerrigan
- Charles Sherlock como Detetive Cooper
- Gregg Martell como Frost, o ladrão baixinho
- Robert Anderson como Stoner, o ladrão alto
- Rock Hudson como Detetive como Detetive Reckling (creditado como Roc Hudson)